# Со Хян Сун
Со Хян Сун (кор. 서향순, ханча: 徐香順, Со Хянсу́н, род. 8 июля 1967) — южнокорейская спортсменка, олимпийская чемпионка по стрельбе из лука.

## Биография
Родилась в 1967 году. В 1984 году стала чемпионкой Олимпийских игр в Лос-Анджелесе. В 2004 году переехала в США, где открыла собственную школу по спортивной стрельбе из лука в Ирвайне (штат Калифорния). Её муж — корейский дзюдоист. У них трое детей, старшая дочь — гольфистка.